# 若望一世
教宗聖若望一世（拉丁語：Sanctus Ioannes PP. I；470年—526年5月18日）於523年8月13日－526年5月18日出任教宗。他是第一位在任期间拜访君士坦丁堡的教宗。

## 生平
若望出生于托斯卡纳城市锡耶纳。
当若望还是一名罗马的执事时，他就因是对立教宗乐伦的支持者而为人所知。之后于506年，若望在向教宗西玛克所写的书信中坦言自己之前的错误，并请求他的原谅。
若望于523年当选教宗，那时他已经相当年迈体弱了。
525年信奉阿里烏教派的东哥特国王狄奥多里克派他赴君士坦丁堡要求东罗马皇帝查士丁一世撤回他禁止阿里烏教派的法令。狄奥多里克威胁说如果若望失败，他将迫害正统教派教徒，因此若望成为第一位拜访君士坦丁堡的教宗。
若望到达君士坦丁堡后，受到查士丁一世的热烈欢迎，并且查士丁一世同意撤回之前的法令。若望完成使命回到东哥特王国的首都拉文納后，就被狄奥多里克关押，狄奥多里克指责他与查士丁一起册谋推翻自己。由于他被关押的处境非常差，不久后他便死于狱中。
若望的尸体被运往罗马市，葬于聖伯多祿大殿中。
在绘画中若望一世一般被表现为待在监狱里通过铁栏杆向外望。在拉文納和托斯卡纳他尤其被尊敬。他的纪念日是5月18日。

## 譯名列表
- 若望一世：天主教香港教區禮儀委員會：禧年專頁 （页面存档备份，存于）、香港天主教教區檔案　歷任教宗、《大英簡明百科知識庫》2005年版、國立編譯舘 （页面存档备份，存于）作若望。
- 约翰一世：《世界人名翻譯大辭典》1993年版作約翰。